# 弘前市立時敏小学校
弘前市立時敏小学校（ひろさきしりつ じびんしょうがっこう）は、青森県弘前市宮園一丁目にある公立小学校。
校名の『時敏』は、弘前藩の儒者工藤他山の書経 兌命篇『惟学ビテ志ニ遜ヒ、努メルコト時（コレ）敏ナレバ、蕨、修スルコト乃チ来ル』の一節より撰した。

## 沿革
- 1874年（明治7年）4月10日 - 「亀甲小学」として開校。当時は亀甲旧藩米倉をもって校舎とし、創立時の生徒数は73名、二学級編制だった。
- 1885年（明治18年）8月 - 上鞘師町、盈進小学区域を併せ、時敏小学校と改称。
- 1886年（明治19年）8月 - 小学校令頒布により、時敏尋常小学校と改称。
- 1887年（明治20年）4月 - 校舎を下白銀町に新築。
- 1909年（明治42年）4月 - 校舎狭隘になったため、旧弘前第二高等小学校校舎に移転。
- 1911年（明治44年）4月1日 - 学区縮小により、一部を除き旧校舎に移転。
- 1914年（大正3年）4月 - 学区復旧し、第一尋常高等小学校に移転、女子の高等科を併置し、時敏尋常高等小学校と改称。
- 1928年（昭和3年） - 校舎増改築、落成修祓式を挙行。
- 1930年（昭和5年）
  - 6月15日 - 午後3時、不慮の出火により校舎全焼。火は30分で鎮火したが、この日は日曜日だった為、発見が遅れた。尚、尋常科第1・2学年児童を和徳小学校に、尋常科第3・4学年児童を朝陽小学校に、尋常科5・6学年児童を城西小学校に、高等科・実科女学校生徒を旧公開堂に、それぞれ収容した[1]。
  - 9月1日（第2学期） - この日から、分散して授業していた全生徒児童を、旧歩兵第31連隊兵舎に収容し、授業を行う[1]。
- 1931年（昭和6年）7月4日 - 新校舎落成[1]。
- 1941年（昭和16年）4月1日 - 国民学校令施行により、時敏国民学校と改称。
- 1945年（昭和20年）11月22日 - 青森師範学校校舎となり、本校児童は、朝陽国民学校その他に分散授業する。
- 1946年（昭和21年）11月9日 - 復帰する。
- 1947年（昭和22年）4月1日 - 学校教育法施行により、時敏小学校と改称。同日、第一中学校を併置し、高等科生を中学校に移籍。
- 1949年（昭和24年）9月12日 - 午前4時50分不慮の火災に遭い、南側校舎15教室を全半焼、第一中学校教室を借り2部授業を開始。
- 1951年（昭和26年）8月2日 - 第一中学校独立新校舎に移転。
- 1960年（昭和35年）8月1日 - 養生小学校を統合[2]。
- 1974年（昭和49年）10月6日 - 創立100周年記念式典を挙行。
- 1979年（昭和54年）3月12日[2] - 新校舎竣工。校庭整地、プール、バックネットはそれぞれ別の月に完成。
- 1991年（平成3年）4月1日 - 北小学校開校により、学区の一部を分離し、学級数21学級、児童数690名となる。
- 2002年（平成4年） - 校舎の長寿命化に類する工事実施[3]。
- 2007年（平成19年）1月7日 - 中校舎屋根一部突風のため破損する。

## 学区
出典
- 親方町
- 一番町
- 百石町
- 百石町小路
- 鉄砲町
- 上鞘師町
- 下鞘師町
- 元寺町
- 元寺町小路
- 下白銀町
- 東長町
- 大浦町
- 蔵主町
- 長坂町
- 笹森町
- 田茂木町
- 禰宜町
- 亀甲町
- 若党町
- 小人町
- 馬喰町
- 春日町
- 西城北1丁目
- 西城北2丁目（一部）
- 東城北1丁目
- 東城北2丁目
- 東城北3丁目
- 宮園1丁目
- 宮園2丁目
- 宮園3丁目（一部）
- 山王町
- 田町（全域）
- 八幡町（全域）

## 交通
- 弘南バス弘前バスターミナル - 神田線、小栗山 - 清原・安原 - 神田線「社会福祉センター」停留所下車後、徒歩約210m・約3分。

## 周辺
- 社会福祉センター - 敷地が隣接
- 城北公園
  - 交通広場
- B&G弘前海洋センター
- グラウンド
- 城北ファミリープール
- 社会福祉法人愛成会弘前保育園 - 進学前保育園のひとつ。
- 弘前八幡宮
- 青森県道112号八幡宮線
- みやぞの児童センター
- 神明宮

## 著名な卒業生
- 川口淳一郎（工学博士・小惑星宇宙探査機はやぶさプロジェクトマネージャー）[5]
- 斎藤春香（元ソフトボール選手・北京オリンピック女子ソフトボール競技日本代表監督）[5]

## 参考資料
- 『青森県教育史 別巻』（青森県教育委員会・1973年12月20日発行）「学校沿革 （一）小学校」713頁～714頁「時敏小学校」（昭和35年の項まで、一部記載分除く。）